# Egoist
Egoist là bộ đôi pop music người Nhật bao gồm nhạc sĩ Ryo của Supercell và ca sĩ Chelly. Ban đầu được thành lập để sản xuất nhạc chủ đề cho bộ phim truyền hình anime năm 2011 Guilty Crown, sau khi kết thúc bộ phim nhóm tiếp tục tạo ra các bài hát khác bao gồm cả nhạc chủ đề cho các bộ phim truyền hình anime khác như Psycho-Pass và  Kabaneri of the Iron Fortress. Album đầu tay của Egoist Extra terrestrial Biological Entities được phát hành vào tháng 9 năm 2012.

## Lịch sử
Năm 2012, Ryo của Supercell được giao nhiệm vụ sáng tác nhạc cho bộ phim anime truyền hình Guilty Crown. Vào năm đó, Supercell đã tổ chức các buổi thử giọng từ ngày 25 tháng 5 tới ngày 19 tháng 6 cho giọng ca chính của album phòng thu thứ ba của ban nhạc Zigaexperientia (2013), và Ryo cũng tìm kiếm ca sĩ cho Egoist, một ban nhạc hư cấu trong phim Guilty Crown. Trong khoảng 2000 thí sinh, ca sĩ nữ 17 tuổi Chelly được chọn để hát dưới sự thể hiện của Inori Yuzuriha. Album đơn đầu tiên của Egoist là "Departures (Anata ni Okuru Ai no Uta)" (Departures －あなたにおくるアイの歌－ Departures －Anata ni Okuru Ai no Uta－, "Departures (The Love Song for You)) được ra mắt vào ngày 30 tháng 11 năm 2011; bài hát được dùng làm nhạc kết thúc thứ nhất của Guilty Crown.
Đĩa đơn thứ hai của Egoist "The Everlasting Guilty Crown" ra mắt ngày 7 tháng 3 năm 2012; bài hát được dùng để làm nhạc mở đầu thứ hai của Guilty Crown. Bao gồm hai đĩa đơn đầu tiên của Egoist là bản phối lại của các bài hát chủ đề của Boom Boom Satellites. Album đầu tay của Egoist là Extra terrestrial Biological Entities được phát hành ngày 19 tháng 9, 2012. Đĩa đơn thứ ba của Egoist "Namae no Nai Kaibutsu" (名前のない怪物 "The Nameless Monster") ra mắt vào ngày 5 tháng 12, 2012; bài hát được dùng để làm nhạc kết thúc đầu tiên của bộ phim anime truyền hình 2012 Psycho-Pass.
Đĩa đơn thứ tư của Egoist "All Alone With You" phát hành vào ngayd 6 tháng 3, 2014; bài hát được dùng làm nhạc kết thúc thứ hai cho Psycho-Pass. Egoist công bố đĩa đơn kĩ thuật số "Suki to Iwareta Hi" (好きと言われた日 "The Day I Was Told I Love You") vào ngày 6 tháng 11 năm 2013. Đĩa đơn thứ năm của Egoist "Fallen" ra mắt vào ngày 19 tháng 11, 2014; bài hát dùng làm nhạc nền kết thúc của bộ phim anime 2014 Psycho-Pass 2. Đĩa đơn thứ sáu của nhóm nhạc "Reloaded" (リローデッド) được phát hành vào ngày 11 tháng 11, 2015; bài hát sẽ được dùng làm nhạc nền cho bộ phim anime Genocidal Organ. Đĩa đơn thứ bảy của Egoist "Kabaneri of the Iron Fortress" được ra mắt vào ngày 25 tháng 5, 2016; bài hát dùng làm nhạc mở đầu cho anime truyền hình 2016 Kabaneri of the Iron Fortress.
Egoist chuyển sang hãng thu âm Sacra Music thuộc  Sony Music Entertainment Japan vào tháng 4, 2017. Đĩa đơn thứ tám của Egoist "Eiyū: Unmei no Uta" (英雄 運命の詩 "Heroes: Song of Fate") ra mắt ngày 16 tháng 8, 2017; bài nhạc được dùng làm nhạc mở đầu của bộ phim anime truyền hình Fate/Apocrypha. Egoist công bố album tổng hợp Greatest Hits 2011-2017 "Alter Ego" vào ngày 27 tháng 12, 2017.
Vào tháng 11 năm 2018, Chelly bắt đầu quá trình rời khỏi Egoist để thực hiện sự nghiệp solo. Nhà thiết kế Hayashi vẽ một logo cho ca sĩ, à cô đã thuê nhân viên mới, những người mà cô ấy sẽ tiếp tục sự nghiệp solo. Miền và tên của tài khoản cá nhân của ca sĩ cũng đã thay đổi. Đĩa đơn thứ chín của Egoist "Sakase ya Sakase" (咲かせや咲かせ) ra mắt vào ngày 15 tháng 5, 2019; bài nhạc dùng làm nhạc nền cho bộ phim anime 2019 Kabaneri of the Iron Fortress: The Battle of Unato.
Đĩa đơn kĩ thuật số "Saigo no Hanabira (Ý nghĩa của tình yêu)", được công bố trong chuyến lưu diễn 2020 "Chrysalizion code 404", ra mắt ngay13 tháng 4, 2020 để tổ chức sinh nhật của Chelly. Bài nhạc được sáng tác bởi nhà soạn nhạc người Hàn Quốc M2U. Bắt đầu từ đĩa đơn đó, Ryo không còn là nhà soạn nhạc cho Egost nữa nhưng vẫn là người giám sát. Đĩa dơn kĩ thuật số   "Zettai Zetsumei", phát hành ngày 16 tháng 6, được dùng làm nhạc nền cho game điện tử Azur Lane để kỉ niệm 4 năm thành lập trên máy chủ Trung Quốc. Bài hát được sáng tác bởi M2U, trở lại từ tác phẩm trước đó của anh ấy là "Saigo no Hanabira (Ý nghĩa của tình yêu)".

## Đĩa Đệm

### Album Phòng thu
| Title                                 | Album details                                                                                    | Peak positions | Peak positions | Peak positions | Peak positions | Sales (JPN) |
| Title                                 | Album details                                                                                    | JPN            | KOR            | KOR Overseas   | TWN East Asian | Sales (JPN) |
| ------------------------------------- | ------------------------------------------------------------------------------------------------ | -------------- | -------------- | -------------- | -------------- | ----------- |
| Extra Terrestrial Biological Entities | - Released: ngày 23 tháng 5 năm 2012 (JPN) - Label: Sony - Formats: CD, CD/DVD, digital download | 9              | 58             | 6              | 4              | 50,000      |

### Album Tổng hợp
| Title                               | Album details | Peak positions | Peak positions | Peak positions | Peak positions | Sales (JPN) |
| Title                               | Album details | JPN            | KOR            | KOR Overseas   | TWN East Asian | Sales (JPN) |
| ----------------------------------- | --- | -------------- | -------------- | -------------- | -------------- | ----------- |
| Greatest Hits 2011-2017 "Alter Ego" | - Released: ngày 27 tháng 12 năm 2017 (JPN) - Label: Sacra Music - Formats: CD, CD+DVD, CD+BD, CD+BD+Egoistag 2011-2017 | 4              | —              | —              | —              |             |

### Đĩa Đơn
| Title                                     | Year | Peak chart positions | Peak chart positions | Peak chart positions | Peak chart positions | Sales (JPN) | Certifications             | Album                                 |
| Title                                     | Year | JPN Oricon           | JPN Hot 100          | TWN                  | TWN East Asian       | Sales (JPN) | Certifications             | Album                                 |
| ----------------------------------------- | ---- | -------------------- | -------------------- | -------------------- | -------------------- | ----------- | -------------------------- | ------------------------------------- |
| "Departures (Anata ni Okuru Ai no Uta)"   | 2011 | 8                    | 20                   | —                    | —                    | 46,000      |                            | Extra Terrestrial Biological Entities |
| "The Everlasting Guilty Crown"            | 2012 | 7                    | 15                   | —                    | —                    | 51,000      | - RIAJ (digital): Gold     | Extra Terrestrial Biological Entities |
| "Namae no Nai Kaibutsu"                   | 2012 | 6                    | 9                    | —                    | —                    | 41,000      | - RIAJ (digital): Platinum | Greatest Hits 2011-2017 "Alter Ego"   |
| "All Alone with You"                      | 2013 | 6                    | 9                    | —                    | —                    | 33,000      | - RIAJ (digital): Gold     | Greatest Hits 2011-2017 "Alter Ego"   |
| "Suki to Iwareta Hi"                      | 2013 | —                    | —                    | —                    | —                    |             |                            | Greatest Hits 2011-2017 "Alter Ego"   |
| "Fallen"                                  | 2014 | 9                    | 8                    | 19                   | 1                    | 28,745      | - RIAJ (digital): Gold     | Greatest Hits 2011-2017 "Alter Ego"   |
| "Reloaded"                                | 2015 | 6                    | 6                    | —                    | —                    | 28,493      |                            | Greatest Hits 2011-2017 "Alter Ego"   |
| "Kabaneri of the Iron Fortress"           | 2016 | 2                    | 4                    | —                    | —                    | 30,341      |                            | Greatest Hits 2011-2017 "Alter Ego"   |
| "Welcome to the *fam"                     | 2016 | —                    | —                    | —                    | —                    | —           |                            | Greatest Hits 2011-2017 "Alter Ego"   |
| "Eiyū: Unmei no Uta"                      | 2017 | 5                    | 7                    | —                    | —                    |             |                            | Greatest Hits 2011-2017 "Alter Ego"   |
| "Sakase ya Sakase"                        | 2019 | 8                    | —                    | —                    | —                    | 13,352      |                            | Non-album singles                     |
| "Saigo no Hanabira (the meaning of love)" | 2020 | —                    | —                    | —                    | —                    |             |                            | Non-album singles                     |
| "Zettai Zetsumei"                         | 2021 | —                    | —                    | —                    | —                    |             |                            | Non-album singles                     |

### Video Âm nhạc
| Year | Song                                    | Director(s)      |
| ---- | --------------------------------------- | ---------------- |
| 2011 | "Departures (Anata ni Okuru Ai no Uta)" |                  |
| 2012 | "The Everlasting Guilty Crown"          |                  |
| 2012 | "Planetes"                              |                  |
| 2012 | "Namae no Nai Kaibutsu"                 | Masakazu Fukatsu |
| 2013 | "All Alone with You"                    |                  |
| 2014 | "Fallen"                                |                  |
| 2015 | "Reloaded"                              |                  |
| 2015 | "Ghost of a smile"                      |                  |
| 2015 | "Door"                                  |                  |
| 2016 | "Kabaneri of the Iron Fortress"         |                  |
| 2016 | "Welcome to the *fam"                   |                  |
| 2017 | "Eiyū: Unmei no Uta"                    |                  |
| 2019 | "Sakase ya Sakase"                      |                  |
| 2021 | "Zettai Zetsumei"                       |                  |